# Division Nationale (1945/1946)
Sezon 1945/46 Division 1 był 8. sezonem o Mistrzostwo Francji.

## Kluby występujące w sezonie 1945/46
| - Girondins Bordeaux - AS Cannes - Le Havre AC - RC Lens - Lille OSC - Lyon OU - Olympique Marsylia - FC Metz - RC Paris |  | - Red Star Olympique - Stade de Reims - Stade Rennais - CO Roubaix-Tourcoing - FC Rouen - AS Saint-Étienne - FC Sète - FC Sochaux-Montbéliard - RC Strasbourg |

## Tabela końcowa
| Miejsce | Klub                   | Pkt | M  | Z  | R  | P  | G+ | G- | +/- |  | Komentarz                               |
| ------- | ---------------------- | --- | -- | -- | -- | -- | -- | -- | --- |  | --------------------------------------- |
| 1       | Lille OSC              | 45  | 34 | 19 | 7  | 8  | 89 | 44 | +45 |  | Mistrz Francji Zdobywca Coupe de France |
| 2       | AS Saint-Étienne       | 44  | 34 | 20 | 4  | 10 | 86 | 68 | +18 |  |                                         |
| 3       | CO Roubaix-Tourcoing   | 41  | 34 | 15 | 11 | 8  | 60 | 38 | +22 |  |                                         |
| 4       | Stade de Reims         | 40  | 34 | 15 | 10 | 9  | 68 | 48 | +20 |  |                                         |
| 5       | Stade Rennais          | 37  | 34 | 13 | 11 | 10 | 57 | 52 | +5  |  |                                         |
| 6       | RC Lens                | 36  | 34 | 14 | 8  | 12 | 72 | 57 | +15 |  |                                         |
| 7       | FC Rouen               | 36  | 34 | 14 | 8  | 12 | 53 | 47 | +6  |  |                                         |
| 8       | RC Paris               | 35  | 34 | 16 | 3  | 15 | 56 | 52 | +4  |  |                                         |
| 9       | Olympique Marsylia     | 34  | 34 | 12 | 10 | 12 | 70 | 65 | +5  |  |                                         |
| 10      | AS Cannes              | 34  | 34 | 12 | 10 | 12 | 51 | 55 | -4  |  |                                         |
| 11      | Red Star Olympique     | 33  | 34 | 12 | 9  | 13 | 62 | 59 | +3  |  |                                         |
| 12      | RC Strasbourg          | 33  | 34 | 13 | 7  | 14 | 53 | 62 | -9  |  |                                         |
| 13      | FC Sète                | 32  | 34 | 13 | 6  | 15 | 63 | 65 | -2  |  |                                         |
| 14      | Girondins Bordeaux     | 31  | 34 | 11 | 9  | 14 | 65 | 66 | -1  |  |                                         |
| 15      | Lyon OU                | 31  | 34 | 11 | 9  | 14 | 52 | 78 | -26 |  | Spadek do Division 2                    |
| 16      | Le Havre AC            | 30  | 34 | 13 | 4  | 17 | 48 | 68 | -20 |  | Spadek do Division 2                    |
| 17      | FC Metz                | 25  | 34 | 10 | 5  | 19 | 40 | 77 | -37 |  | Spadek do Division 2                    |
| 18      | FC Sochaux-Montbéliard | 15  | 34 | 4  | 7  | 23 | 35 | 79 | -44 |  | Spadek do Division 2                    |

## Awans do Division1
- FC Nancy
- SO Montpellier
- Stade Français FC
- Toulouse FC

## Najlepsi strzelcy
| Miejsce | Piłkarz                      | Narodowość      | Klub               | Gole |
| ------- | ---------------------------- | --------------- | ------------------ | ---- |
| 1       | René Bihel                   | Francja         | Lille OSC          | 28   |
| 2       | Pierre Sinibaldi             | Francja         | Stade de Reims     | 26   |
| 3       | Antoine Rodriguez            | Francja         | AS Saint-Étienne   | 22   |
| 4       | Louis de Sainte de Maréville | Francja         | Olympique Marsylia | 21   |
| 5       | Désiré Koranyi               | Francja · Węgry | FC Sète            | 20   |